# Lendou-en-Quercy
Lendou-en-Quercy est une commune nouvelle  française, située dans le département du Lot en région Occitanie.
Elle est créée au 1er janvier 2018 par la fusion  des communes de Lascabanes, de Saint-Cyprien et de Saint-Laurent-Lolmie.

## Géographie

### Description
La Commune nouvelle est située dans le Quercy blanc

### Communes limitrophes
La commune est limitrophe du département de Tarn-et-Garonne.
Les communes limitrophes sont  Barguelonne-en-Quercy, Castelnau-Montratier, Cézac, Montcuq-en-Quercy-Blanc, Montlauzun, Sauveterre et Tréjouls.
| Montcuq-en-Quercy-Blanc    | Barguelonne-en-Quercy        |                      |
| Montlauzun                 | Lendou-en-Quercy             | Cézac                |
| Tréjouls (Tarn-et-Garonne) | Sauveterre (Tarn-et-Garonne) | Castelnau-Montratier |

### Hydrographie
La commune est drainée par le  Lendou, un sous-affluent de la Garonne par la Barguelonne et la  Barguelonnette..

### Climat
Pour des articles plus généraux, voir Climat de l'Occitanie et Climat du Lot.
En 2010, le climat de la commune est de type climat océanique altéré, selon une étude s'appuyant sur une série de données couvrant la période 1971-2000. En 2020, Météo-France publie une typologie des climats de la France métropolitaine dans laquelle la commune est toujours exposée à un climat océanique altéré et est dans la région climatique Aquitaine, Gascogne, caractérisée par une pluviométrie abondante au printemps, modérée en automne, un faible ensoleillement au printemps, un été chaud (19,5 °C), des vents faibles, des brouillards fréquents en automne et en hiver et des orages fréquents en été (15 à 20 jours).
Pour la période 1971-2000, la température annuelle moyenne est de 12,7 °C, avec une amplitude thermique annuelle de 15,6 °C. Le cumul annuel moyen de précipitations est de 848 mm, avec 11,3 jours de précipitations en janvier et 6,1 jours en juillet. Pour la période 1991-2020, la température moyenne annuelle observée sur la station météorologique la plus proche, située sur la commune de Montcuq-en-Quercy-Blanc à 6 km à vol d'oiseau, est de 13,4 °C et le cumul annuel moyen de précipitations est de 830,2 mm,. Pour l'avenir, les paramètres climatiques de la commune estimés pour 2050 selon différents scénarios d’émission de gaz à effet de serre sont consultables sur un site dédié publié par Météo-France en novembre 2022.

## Urbanisme

### Typologie
Au 1er janvier 2024, Lendou-en-Quercy est catégorisée commune rurale à habitat très dispersé, selon la nouvelle grille communale de densité à sept niveaux définie par l'Insee en 2022.
Elle est située hors unité urbaine et hors attraction des villes,.

### Risques majeurs
Le territoire de la commune de Lendou-en-Quercy est vulnérable à différents aléas naturels : météorologiques (tempête, orage, neige, grand froid, canicule ou sécheresse), inondations, feux de forêts, mouvements de terrains et séisme (sismicité très faible). Un site publié par le BRGM permet d'évaluer simplement et rapidement les risques d'un bien localisé soit par son adresse soit par le numéro de sa parcelle.
Certaines parties du territoire communal sont susceptibles d’être affectées par le risque d’inondation par débordement de cours d'eau, notamment le Lendou, le ruisseau de Tartuguié et le Verdanson. La cartographie des zones inondables en ex-Midi-Pyrénées réalisée dans le cadre du XIe Contrat de plan État-région, visant à informer les citoyens et les décideurs sur le risque d’inondation, est accessible sur le site de la DREAL Occitanie. La commune a été reconnue en état de catastrophe naturelle au titre des dommages causés par les inondations et coulées de boue survenues en 1982, 1996, 1999 et 2007,.
Lendou-en-Quercy est exposée au risque de feu de forêt. Un plan départemental de protection des forêts contre les incendies a été approuvé par arrêté préfectoral le 30 novembre 2015 pour la période 2015-2025. Les propriétaires doivent ainsi couper les broussailles, les arbustes et les branches basses sur une profondeur de 50 mètres, aux abords des constructions, chantiers, travaux et installations de toute nature, situées à moins de 200 mètres de terrains en nature
de bois, forêts, plantations, reboisements, landes ou friches. Le brûlage des déchets issus de l’entretien des parcs et jardins des ménages et des collectivités est interdit. L’écobuage est également interdit, ainsi que les feux de type méchouis et barbecues, à l’exception de ceux prévus dans des installations fixes (non situées sous couvert d'arbres) constituant une dépendance d'habitation.

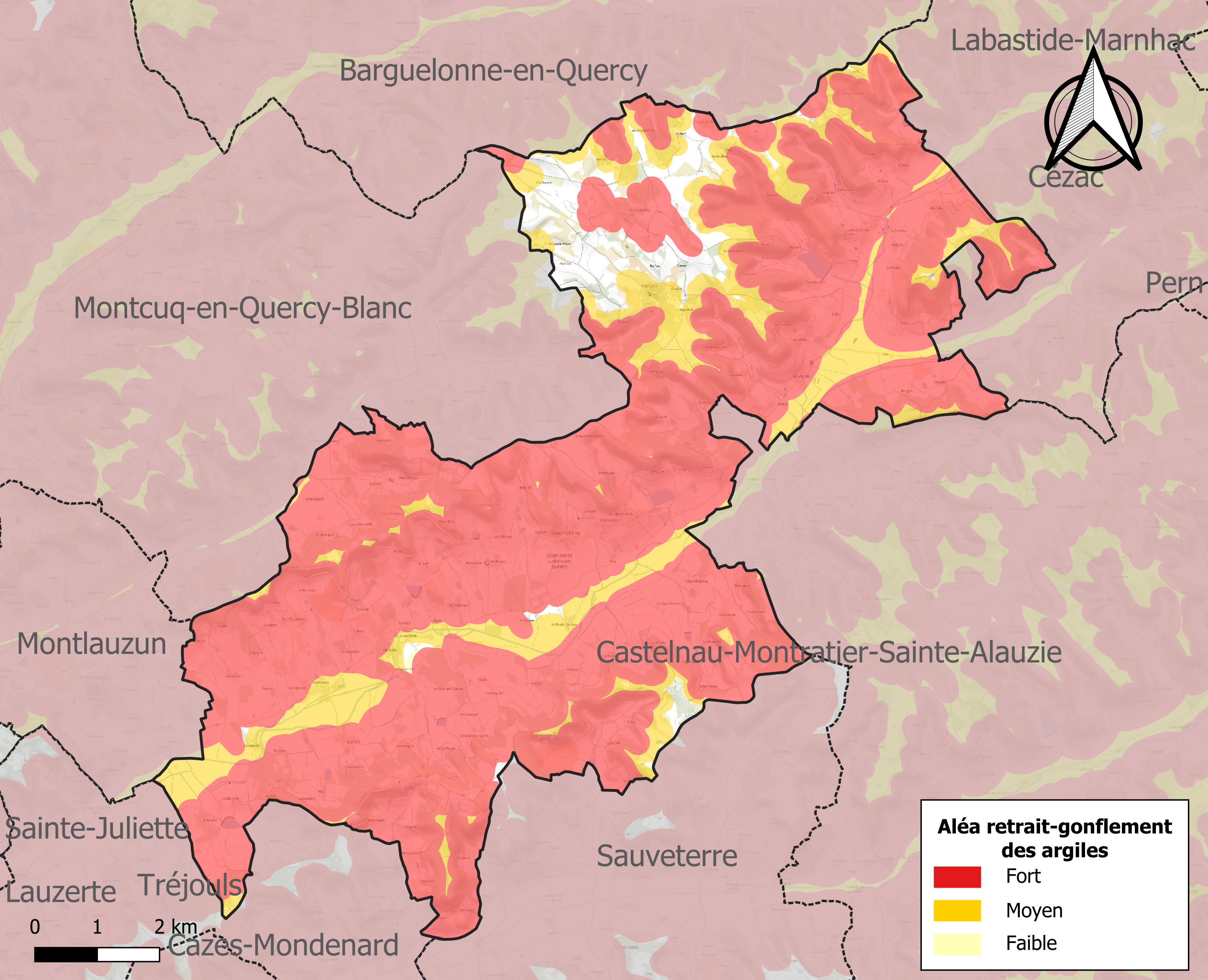
Carte des zones d'aléa retrait-gonflement des sols argileux de Lendou-en-Quercy.

Les mouvements de terrains susceptibles de se produire sur la commune sont des affaissements et effondrements liés aux cavités souterraines (hors mines), des éboulements, chutes de pierres et de blocs, des glissements de terrain et des tassements différentiels. Par ailleurs, afin de mieux appréhender le risque d’affaissement de terrain, l'inventaire national des cavités souterraines permet de localiser celles situées sur la commune.
Le retrait-gonflement des sols argileux est susceptible d'engendrer des dommages importants aux bâtiments en cas d’alternance de périodes de sécheresse et de pluie. 94,4 % de la superficie communale est en aléa moyen ou fort (67,7 % au niveau départemental et 48,5 % au niveau national). Sur les 454 bâtiments dénombrés sur la commune en 2019, 445 sont en aléa moyen ou fort, soit 98 %, à comparer aux 72 % au niveau départemental et 54 % au niveau national. Une cartographie de l'exposition du territoire national au retrait gonflement des sols argileux est disponible sur le site du BRGM,.
Par ailleurs, afin de mieux appréhender le risque d’affaissement de terrain, l'inventaire national des cavités souterraines permet de localiser celles situées sur la commune.
Concernant les mouvements de terrains, la commune a été reconnue en état de catastrophe naturelle au titre des dommages causés par la sécheresse en 1989, 1991, 2011, 2012, 2015 et 2017 et par des mouvements de terrain en 1999.

## Toponymie
Le nom de la commune découle directement de sa situation le long du Lendou, au sein du Quercy.

## Histoire
Les maires des communes de Lascabanes, Saint-Cyprien, Saint-Laurent-Lolmie et Montlauzun ont conduit une démarche tendant à la création d'une commune nouvelle. La municipalité de Montlauzun ayant voté contre ce rapprochement elle s'est retirée du projet.
Les trois autres l'ont approuvé et leur fusion a donc été décidée par un arrêté préfectoral du 6 décembre 2017 qui a pris effet le 1er janvier 2018..

## Politique et administration
La mairie est située au bourg de Saint-Cyprien.

### Liste des maires successifs
| Période      | Période                                                           | Identité        | Étiquette | Qualité |
| ------------ | ----------------------------------------------------------------- | --------------- | --------- | --- |
| janvier 2018 | En cours (au 18 juin 2020 Président de la Communauté de communes) | Bernard Vignals |           | Maire de Lascabanes (2008 → 2017) Président de la CC du Quercy Blanc (2020 → ) Réélu pour le mandat 2020-2026 |

### Communes déléguées
| Nom                   | Code Insee | Intercommunalité   | Superficie (km2) | Population (dernière pop. légale) | Densité (hab./km2) | Modifier                                    |
| --------------------- | ---------- | ------------------ | ---------------- | --------------------------------- | ------------------ | ------------------------------------------- |
| Saint-Cyprien (siège) | 46262      | CC du Quercy Blanc | 15,70            | 267 (2015)                        | 17                 | modifier les données · modifier les données |
| Lascabanes            | 46158      | CC du Quercy Blanc | 16,58            | 199 (2015)                        | 12                 | modifier les données · modifier les données |
| Saint-Laurent-Lolmie  | 46274      | CC du Quercy Blanc | 10,81            | 184 (2015)                        | 17                 | modifier les données · modifier les données |

## Démographie
| 1968 | 1975 | 1982 | 1990 | 1999 | 2006 | 2011 | 2016 |
| ---- | ---- | ---- | ---- | ---- | ---- | ---- | ---- |
| 802  | 690  | 661  | 691  | 678  | 683  | 685  | 641  |

## Culture locale et patrimoine

### Lieux et monuments
- L'église Saint-Laurent de Saint-Laurent-Lolmie est datée de 1863 (parvis gravé), le cimetière de 1773. L'édifice est référencé dans la base Mérimée et à l'Inventaire général Région Occitanie[26].
- Église Saint-Cyprien de Saint-Cyprien.
- Église Saint-Georges de Lascabanes. L'édifice est référencé dans la base Mérimée et à l'Inventaire général Région Occitanie[27]. Plusieurs objets sont référencer dans la base Palissy[27].
- Chapelle Saint-Jean-le-Froid d'Escayrac.
- Le château de Marcillac à Saint-Cyprien, datant des XIIe et XIIIe siècles, inscrit en tant que monument historique[28] en 1977.
- Le château de Lolmie est présent en janvier 2017.
- En contrebas de la route à Lascabanes, se trouve une source dite miraculeuse, fermée par une grille. Ses eaux furent utilisées à l’époque druidique. Le christianisme en fit un lieu de pèlerinage.

### Personnalités liées à la commune
- Le général Étienne de Villaret (1854-1931) est né le 17 février 1854 et inhumé à Saint-Laurent-Lolmie[29].
- Le général Antoine de Villaret (1852-1926), frère du précédent, est né le 22 février 1852 et inhumé à Saint-Laurent-Lolmie[30].
- Nino Ferrer, chanteur mort le 13 août 1998 à Saint-Cyprien.